# Kurt Defrancq
Kurt Defrancq (Oostende, 11 september 1963) is een Belgisch acteur. Hij bracht zijn jonge jeugdjaren door in De Haan en zijn oudere jeugdjaren in Sint-Michiels, Brugge. Nu woont hij in Mariakerke bij Gent.
Hij speelde de hoofdrol van Gust in Boerenkrijg en speelde Eric Bastiaens in de Vlaamse soapserie Thuis (VRT), die hij vertolkte van 2002 tot 2009.
In het begin van de jaren 90 speelde hij in R.I.P. de rol van Raymonke. Eind jaren 90 brak hij door met Modest, een typetje met een gleufhoed dat oorspronkelijk zijn opwachting maakte in Walter Baeles Rosa. In deze rol verzorgde hij enkele zomers lang een vaste rubriek in het Tourjournaal over de rit die die dag in de Ronde van Frankrijk (Tour de France) gereden was.
Hij speelde ook gastrollen in de Vlaamse televisiereeksen Merlina, Postbus X, Windkracht 10, Spoed, Recht op Recht, Sedes & Belli (Georges Vantorre), Flikken (Ploegbaas), Witse (Harry De Kerf), Samson en Gert (afgevaardigde van de minister) en Mega Mindy (Polleke Plank).
Hij speelde drie gastrollen in F.C. De Kampioenen, één in 1991 als Bob Vissers, één in 1995 als Hooligan Fred, en één in 2011 als drukker.

## Filmografie
- Merlina (1987) - als detective
- Alfa Papa Tango (1990)
- Postbus X (1990) - als schoenlapper
- Commissaris Roos (1990) - als Joris
- Postbus X (1990) - als Walter
- F.C. De Kampioenen (1991) - als Bob Vissers
- Made In Vlaanderen: Willems & Co (1992) - als George Snoeck
- Postbus X (1992) - als Patrick
- Commissaris Roos (1992) - als Peter
- RIP (1992-1994) - als Raymond van Derre
- Interflix (1994)
- Samson en Gert (1995) - als de afgevaardigde van de minister
- Het Park (1995) - als kinesist
- F.C. De Kampioenen (1995) - als hooligan Fred
- Rosa (1995-1996) - als Modest Vermeulen
- Buiten De Zone (1996) - als agent
- Proper volk (1996) - als Theo
- Terug naar Oosterdonk (1997) - als Marcel Van Gorp
- Windkracht 10 (1997) - als Bert
- Gelukkig zijn (1998) - als man
- Heterdaad (1998) - als Noël Proost
- Boerenkrijg (1999) - als August 'Gust' Peemans
- Nonkel Jef (2000-2001) - als Bruno Linke
- Nonkel Jef (2001) - als Sander Linke
- Thuis (2002-2009) - als Eric Bastiaens
- Spoed (2002) - als Antoine Vermeire
- Recht op Recht (2002) - als Pierre
- Sedes & Belli (2002) - als Georges Vantorre
- Flikken (2004) - als ploegbaas
- Witse (2006) - als Harry De Kerf
- De Kavijaks (2006) - als veldwachter
- Kinderen van Dewindt (2007) - als neuroloog
- Mega Mindy (2008) - als Polleke Plank
- Aspe (2010) - als Eugène Blijmare
- F.C. De Kampioenen (2011) - als drukker
- Zone Stad (2012) - als Willy Decroes
- Danni Lowinski (2012) - als vader Deman
- Rox (2012) - als turnleraar
- Zaak De Zutter (2016) - als officier Impens
- Amigo's (2017) - als vader van Dylan
- H.I.T. (2017)
- 13 Geboden (2018) - als Bob Desaeger
- Niet schieten (2018) - als schooldirecteur
- Chantal (2022-heden) - als Koen Huyghe
- Hidden Assets (2023) - als burgemeester Louis Peeters

## Adviseur
Sinds 2009 is Kurt Defrancq cultureel adviseur bij de Universiteit Gent, op halftijdse basis. Volgens Defrancq is het culturele aanbod de eerste reden waarom jongeren voor een bepaalde studieplaats kiezen. Het is dus zijn taak dit aanbod, in Gent, uit te bouwen.

## Supporterstrainer
Sinds 20 maart 2012 is Kurt Defrancq supporterstrainer bij Club Brugge.
- Gemeinsame Normdatei: 1344172261
- International Standard Name Identifier: 0000 0001 2973 5797
- MusicBrainz: 51332874-8e7d-4354-9ff7-e9e931c94e56
- Nederlandse Thesaurus van Auteursnamen: 256081220
- Virtual International Authority File: 286645165
- WorldCat: E39PBJwp3Vkb9fjkhpqP9B7T73